# Rue de la Lune
La rue de la Lune est une voie du 2e arrondissement de Paris, en France.

## Situation et accès

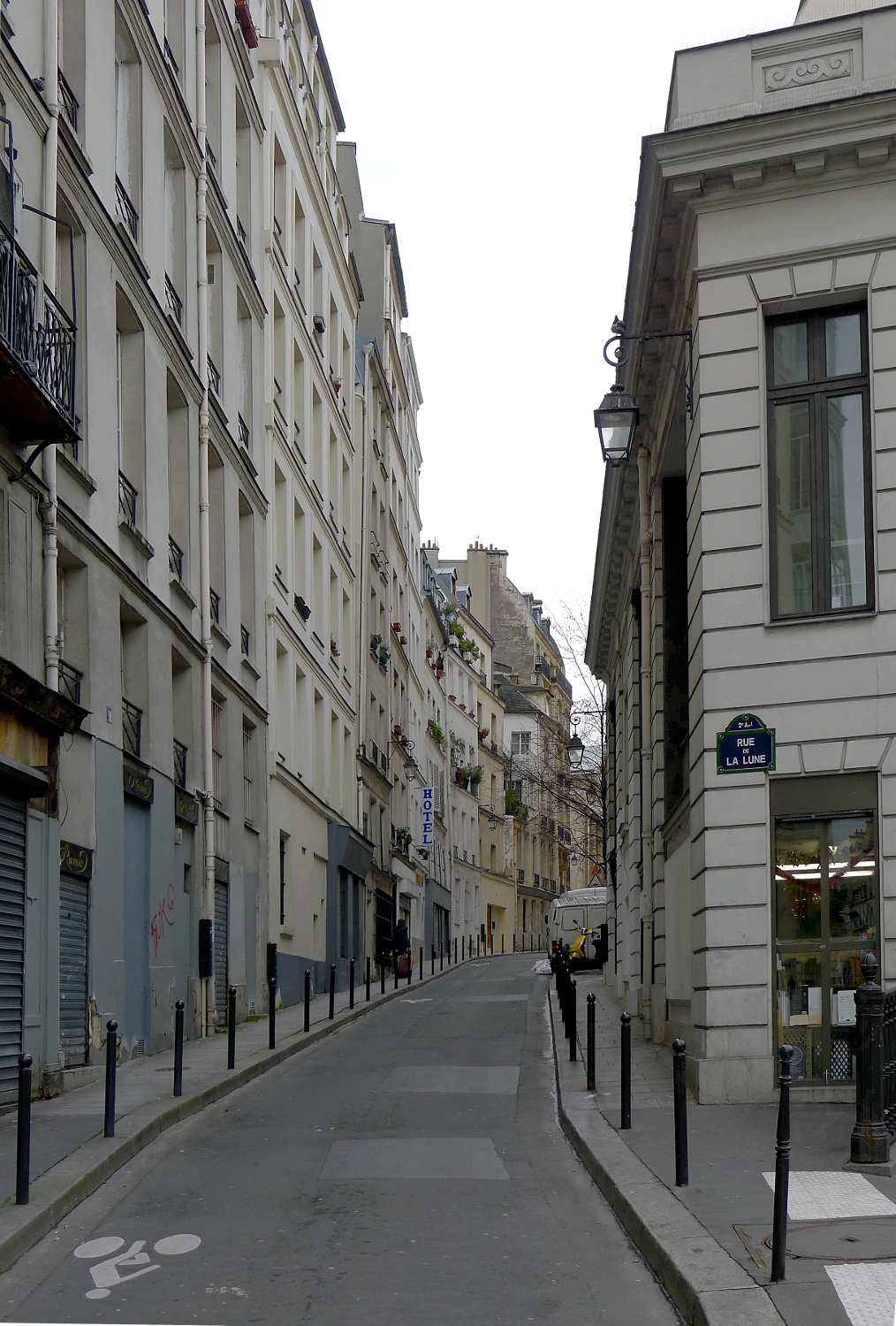
Rue de la Lune vue en direction de la rue Poissonnière.

La rue de la Lune est orientée globalement est-ouest, dans le 2e arrondissement de Paris. Elle débute à l'est au niveau du 5 bis, boulevard de Bonne-Nouvelle, près de la porte Saint-Denis, et se termine 267 m à l'ouest au 36, rue Poissonnière.
Outre ces voies, la rue de la Lune est traversée par plusieurs rues ; d'est en ouest :
- nos 23 bis-25 et 20-22 : rue Notre-Dame-de-Bonne-Nouvelle ;
- nos 33-35 et 26-30 : rue Thorel ;
- nos 35-37 et 30-32 : rue de la Ville-Neuve ;
- nos 39-41 et 34-36 : rue Notre-Dame-de-Recouvrance.

Le quartier est desservi par les lignes 8 et 9 à la station Bonne Nouvelle.

## Origine du nom
Elle doit son nom à l’enseigne d’un ancien commerce qui s’y trouvait.
Au no 2, un commerce avait pour enseigne Les Brioches de la Lune et au no 3, un autre s’appelait Les Brioches du Soleil.

## Historique
La rue est située sur la Butte aux Gravois, ancienne voirie à l'extérieur de l'enceinte de Charles V sur des terrains appartenant au couvent des Filles-Dieu établi à l'intérieur de cette enceinte. La construction des premières maisons sur cette butte daterait de 1513 mais ce hameau fut détruit en 1590 par crainte de voir cette colline servir aux canons d'Henri de Navarre pour le siège de Paris.
À partir de 1622, les prieures du couvent lotirent le terrain de la butte où les constructions étaient achevées  vers 1648. Les parcelles vendues étaient de taille modeste et les premiers habitants étaient des maçons, tailleurs de pierre, charpentiers.

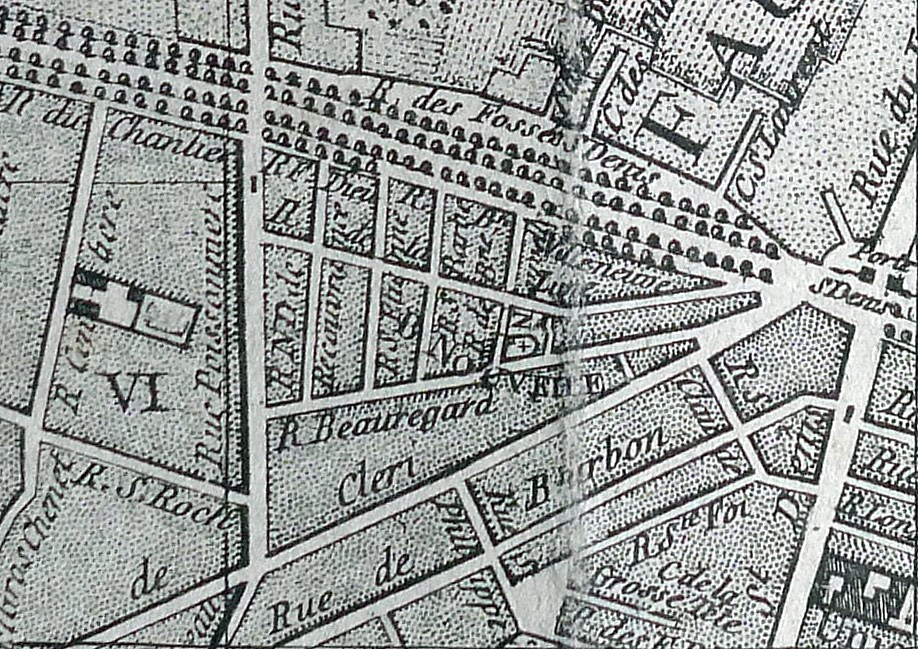
Quartier de Bonne-Nouvelle en 1760 (plan de Vaugondy).
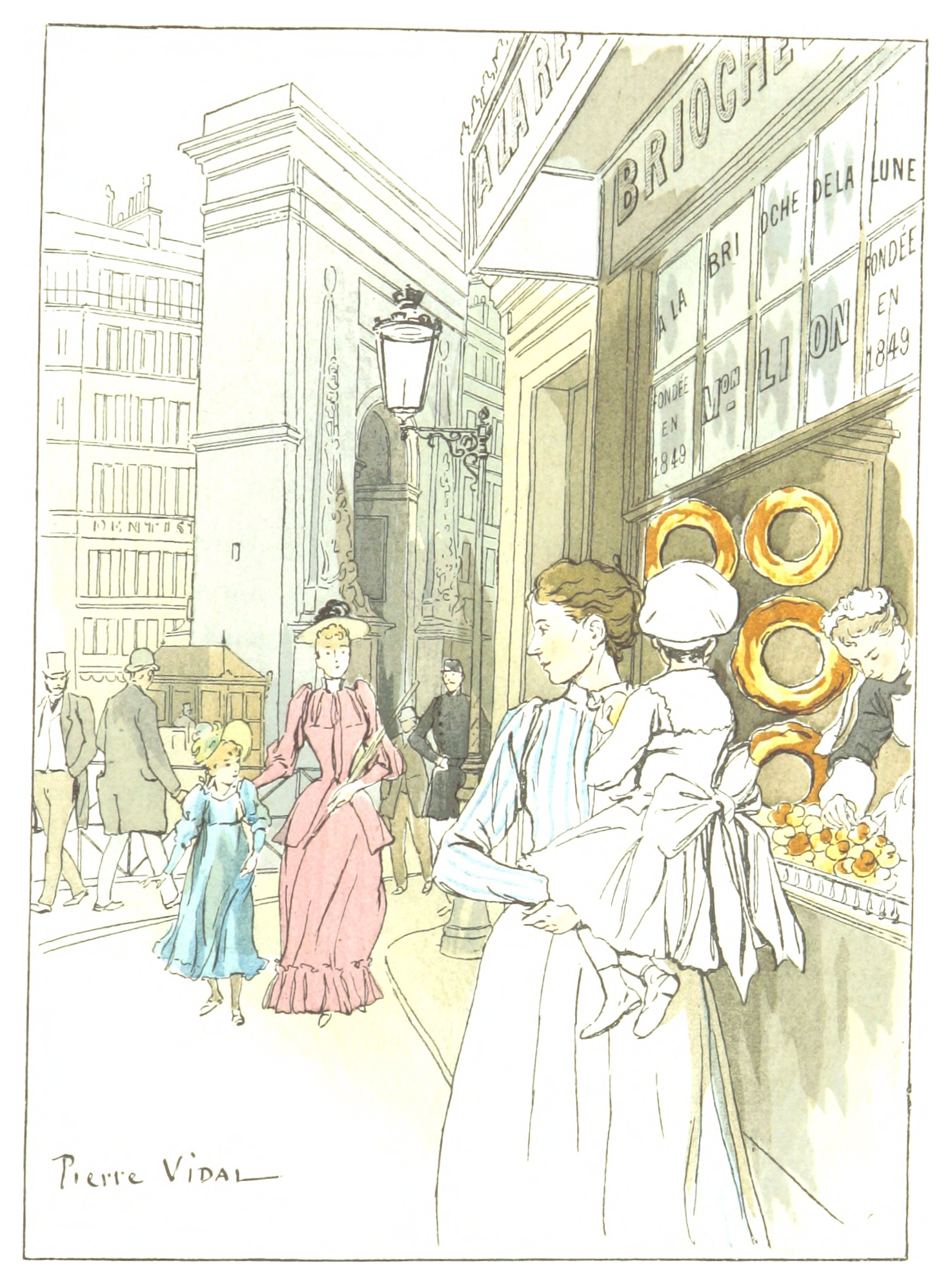
Gravure de Pierre Vidal figurant la porte Saint-Denis vue depuis la rue de la Lune.

Le 23 mars 1918, durant la première Guerre mondiale, un obus lancé par la Grosse Bertha explose au no 3 rue de la Lune.

## Bâtiments remarquables et lieux de mémoire
- No 12 : ancienne école centrale de TSF (actuelle École centrale d'électronique). Dans cet immeuble, est fondée une école par les Filles de la charité de saint Vincent de Paul. L’enseignement est interrompu entre 1792 et 1803, puis entre 1831 et 1854. Elle est transformée en établissement laïc en 1882[5].
- Nos 18-20 : square Jacques-Bidault.
- No 22 et no 9, rue Notre-Dame-de-Bonne-Nouvelle : jusqu’en 1987, une plaque indiquait : «  Cette maison construite sous le règne de Louis XIV figure sur le plan de Turgot gravé en 1734. Elle est classée sur les cahiers artistiques de la Ville de Paris et fut la demeure parisienne du maréchal Ney »[5].
- No 23 bis : église Notre-Dame-de-Bonne-Nouvelle.
- No 30 : emplacement de l'ancien couvent du Petit-Saint-Chaumont.
- No 37 : quartier général de campagne de Nathalie Kosciusko-Morizet, candidate de l'UMP pour l'élection municipale de 2014 à la mairie de Paris[6].

## Dans la littérature
- Dans Illusions perdues, Lucien de Rubempré, personnage principal du roman de Balzac, habite rue de la Lune « dans une chambre misérable ». Les funérailles de Coralie, maîtresse de Lucien, ont lieu dans l’église Notre-Dame-de-Bonne-Nouvelle[7].
- Dans Atlas de Jorge Luis Borges, il est question d'une brioche provenant de la pâtisserie « Brioche de la Lune », rue de la Lune. En regard du texte, la brioche photographiée par María Kodama.

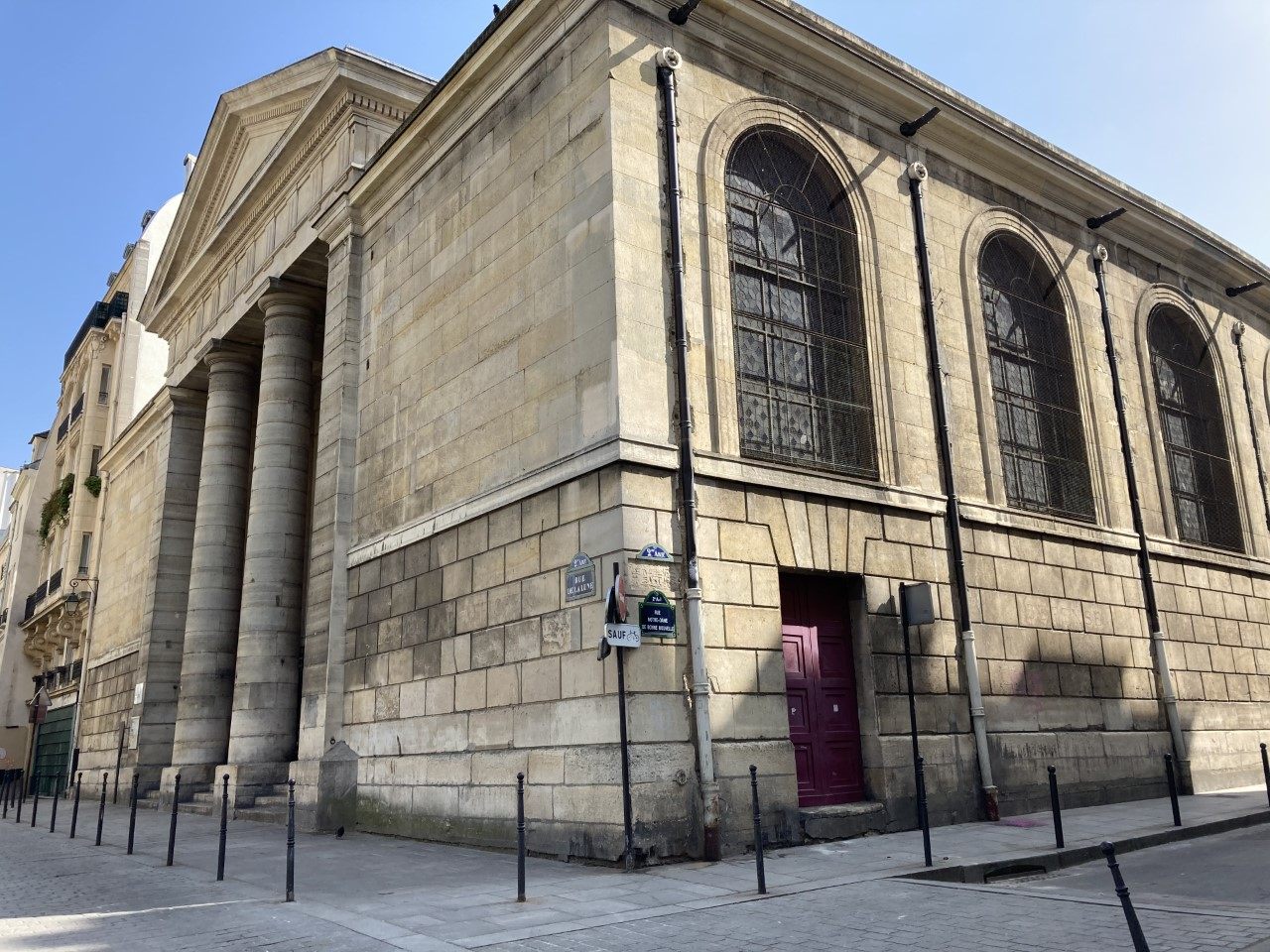
L'église Notre-Dame-de-Bonne-Nouvelle.
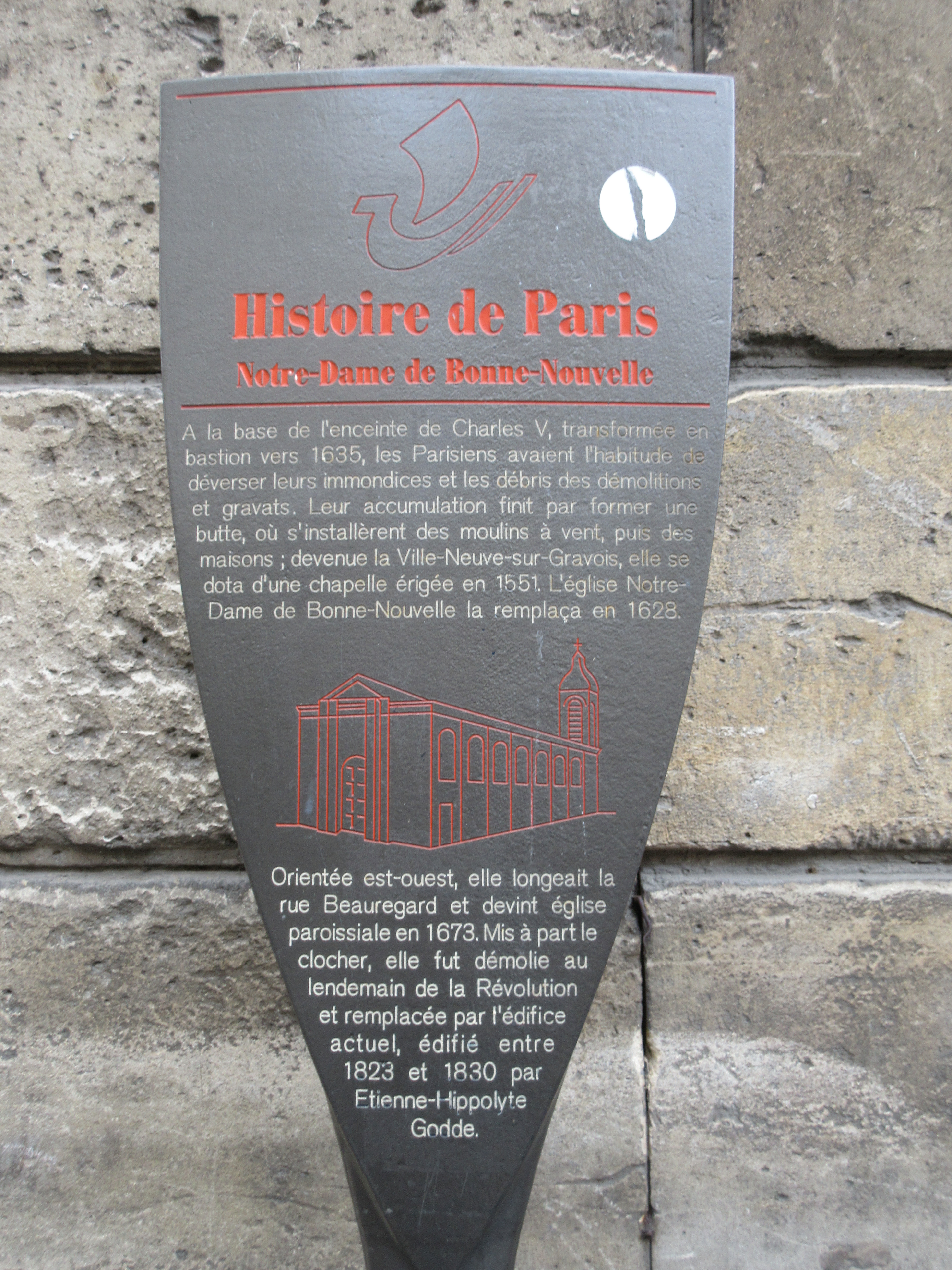
Panneau église Notre-Dame-de-Bonne-Nouvelle
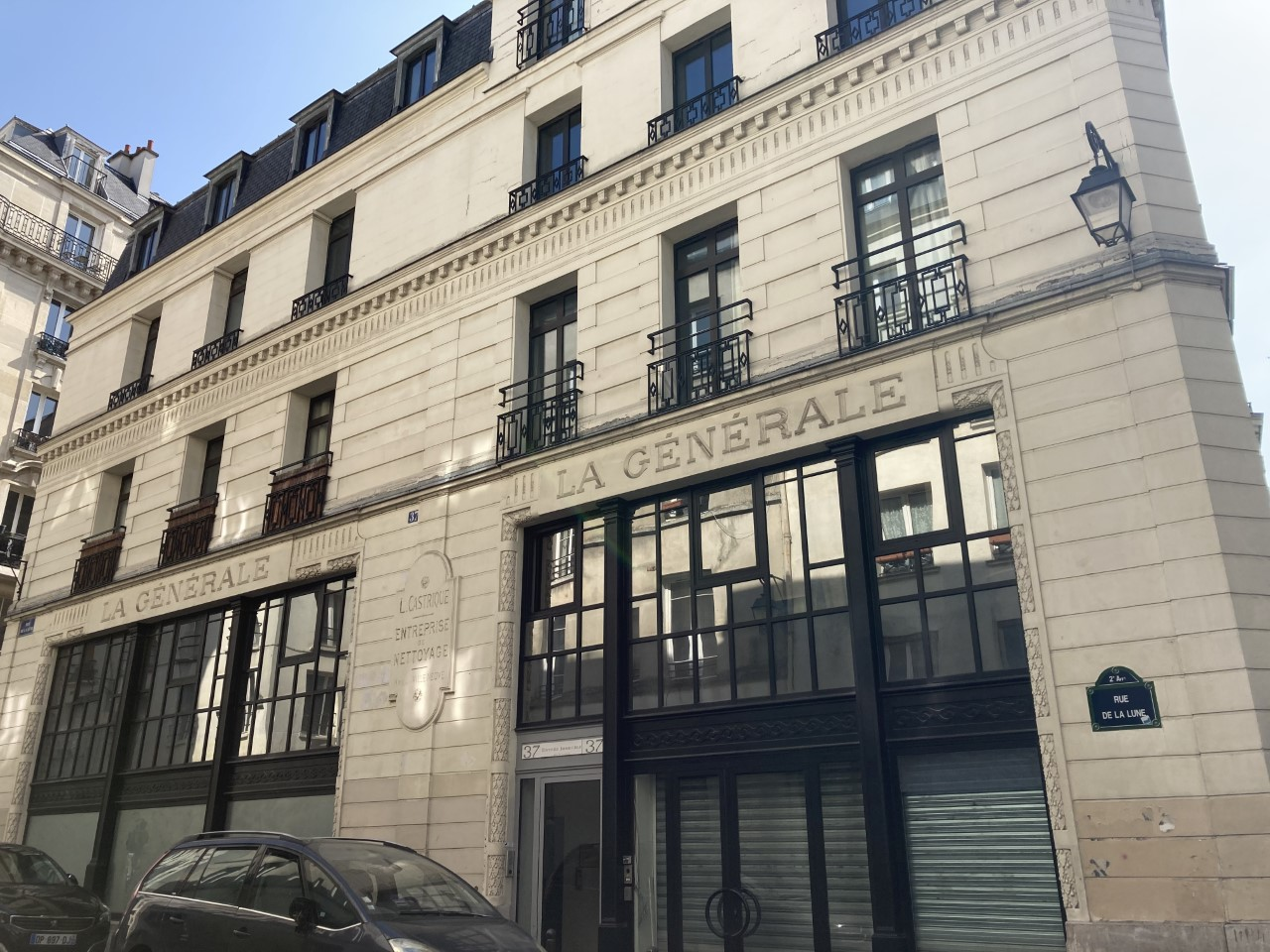
La Générale, ancienne entreprise, au n°37.

## Pour approfondir